# Disparus
Pour plus de détails, voir Fiche technique et Distribution.
Disparus est un film franco-suisse réalisé par Gilles Bourdos et sorti en 1999.

## Synopsis
Deux amis communistes s'opposent : l'un est stalinien, l'autre est trotskyste, et ils sont amoureux de la même femme.

## Fiche technique
- Titre original : Disparus
- Titre français : Disparus
- Réalisation : Gilles Bourdos
- Scénario : Gilles Bourdos, Michel Spinosa et Brigitte Catillon d'après le roman de Jean-François Vilar
- Photographie : Antoine Roch
- Musique : Éric Le Lann
- Peintures et sculptures : Claude Goiran
- Production : Serge Duveau
- Pays de production :  France -  Suisse
- Format : Couleurs - 35 mm - 1,85:1 - Dolby Digital
- Genre : drame
- Durée : 100 minutes
- Date de sortie : France - 10 février 1999

## Distribution
- Anouk Grinberg : Mila
- Grégoire Colin : Alfred Katz
- Xavier Beauvois : Félix
- Frédéric Pierrot : Blaise
- Michel Duchaussoy : Félix / Lourcet
- Brigitte Catillon : Louise
- Redjep Mitrovitsa : Jacques Mornard
- Marcial Di Fonzo Bo : Klément
- Yves Robert : Blaise (plus âgé)
- Philippe Clévenot : Rosenthal
- Carlo Brandt : Béranger
- Bruce Myers : Man Ray
- Hubert Saint-Macary : l'informateur
- Serge Avédikian : Vacek
- Jean-Claude Lecas : le bouquiniste
- Yves Verhoeven : Nathan
- Olivier Rabourdin : Roland
- Éric Savin : agresseur imprimerie
- Renaud Bécard : un militant P.O.I.
- Wilfred Benaïche : le commissaire
- Marie Ruggeri : la chanteuse mariage